# 绣球藤
绣球藤（学名：Clematis montana），为毛茛科铁线莲属下的一个攀緣植物。它在晚春開花，花期四周。其花白色，有四瓣，原產於亞洲山地。

## 外部連結
- 川木通 Chuanmutong （页面存档备份，存于） 中藥材圖像數據庫 (香港浸會大學中醫藥學院)